# اضطهاد تنظيم الدولة الإسلامية (داعش) للمثليين
تعرّض المثليون في كل من العراق وسوريا وليبيا لاضطهاد تنظيم الدولة الإسلامية (داعش) الإرهابي.

## القوانين المتعلقة بالمثلية الجنسية
يُحاول عناصر تنظيم داعش الإرهابي المتطرف تطبيق مبادئ الشريعة الإسلامية تطبيقا وفقا لتفاسير متشددة ومتطرفة في المناطق التي كانوا يحتلونها. ولا سيما فيما يتعلق بالمثلية الجنسية؛ فهذا أمرٌ محظور لدى عناصر التنظيم وعقوبتهُ الرمي من فوق سطح منزلٍ مرتفع وفي حالة ما لم يمت الشخص حينها فإنهُ يرجمُ حتى الموت. في مناطق أخرى؛ يعتمدُ عناصر التنظيم المتشدد علَى عمليات الذبح في حقّ المثليين وذلك بسبب نقص المباني الشاهقة التي يجبُ أن يُلقى «المتهم» منها.
نشرت داعش قائمة من الجرائم التي من شأنها أن تؤدي بصاحبها إلى الموت بما في ذلك المثلية الجنسية. وفقًا لصبحي نحاس؛ فإنّ المثليين السوريين الذين فروا من سوريا خوفًا على حياتهم قد سمعوا بين الفينة والأخرى إعدام داعش لبعض المثليين وبطرق همجية للغاية. ذكرَ صبحي كذلك أن بعضَ مثليي الجنس من الرجال قد انضموا إلى داعش لحماية أنفسهم وأسرهم بل اضطروا في أحيان أخرى للإبلاغ على صديقٍ مثلي لهم حتى ينالوا احترامًا وسط عناصر المجموعة. في السياق ذاته؛ وحسبَ ما صرّح به كاماندرا بختيار –وهو عضو سابق في تنظيم الدولة الإسلامية - ولاية خراسان– فإنّ مسلحي داعش في أفغانستان قد أقدموا بانتظام على اغتصاب مثليي الجنس من الرجال كنوع من العقاب كما أكّد على أن هناكَ اختلاف في معاقبة المثليين بين مسلحي داعش في العراق وسوريا وفي مناطق أخرى.

### القوانين المتعلقة بالاعتداء الجنسي على الأطفال
اغتصبَ أبو زيد الجزراوي –وهو أحد كبار قادة داعش– مراهقًا لم يتجاوز الخامسة عشر من عمره ثم ألقاه من مبنى شاهق في دير الزور بسوريا لكونه مثلي الجنس. في السياق ذاته؛ ذُكر أن الجزراوي قد جلدَ الطفل وعذبه قبل أن يعتدي عليه. عودة سريعة لخلفية أبو زيد تُؤكد أنهُ اضطر إلى مغادرة سوريا والانضمام إلى جبهات القتال في شمال غرب العراق. جديرٌ بالذكر هنا أنّ المحكمة الشرعية في دير الزور قد أصدرت بيانًا ذكرت فيه: «كان أبو زيد يُؤيد قتل مثليي الجنس وتعذيبهم فيما طالب قادة آخرون من التنظيم بإرسال المثليين للقتال في العراق بدلا من قتلهم.»

## توثيق إعدام داعش للمثليين
في 23 نوفمبر 2014؛ رجمَ عناصر التنظيم المُتشدد شابًا عشرينيًا لم يُكشف عن هويته حتى الموت في مدينة الميادين في سوريا وذلك بسببِ شكوكٍ في كونه مثليًا. نفس الأمر عادَ وفعلهُ مقاتلي التنظيم الإرهابي حيث رجموا شابا لم يتجاوز من العمر ثمانية عشر سنة حتّى الموت في مدينة دير الزور في سوريا كذلك ولم يكشفوا عن هويته هو الآخر. حسبَ بعض الشهود العيان؛ فإنّ تنظيم داعش قد استخدمَ «تهمة المثلية» حتى يتسنى له قتلَ كل معارضيه حتى لو لم يكونوا مثليين فعلا. في 30 أبريل 2015؛ أفادت بعضُ الأنباء أن ثلاثة رجال قد أُعدموا بالرصاص الحي من قِبل عناصر داعش في مدينة درنة في ليبيا وذلك بتهمة المثلية من جديد. حسب نشطاء حقوق الإنسان في تلكَ المنطقة؛ فإنّ هذه الحالة هي أول حالة حكم بالإعدام ضد المثليين في تاريخ ليبيا الحديث.
في الفترة المُمتدة من 9 كانون الأول/ديسمبر 2014 إلى 7 مايو 2016؛ أشارت بعض المنظمات الحقوقية الدولية إلى تنفيذ حكمِ الإعدام في حقّ 41 مثلي الجنس من الرجال على يدِ داعش تم في الأراضي الخاضعة لسيطرتهِ في العراق وسوريا. في 22 تموز/يوليو 2016؛ ذكر نشطاء أن تنظيم داعش قد أعدم شابًا عِراقيًا في كركوك بالعراق عن طريق رميهِ من أعلى مبنى بتهمة المثلية الجنسية. ليسَ هذا فقط بل تمّ رجمُ جثته بالحجارة في وقتٍ لاحق من ذلك اليوم. في 10 أغسطس 2016؛ نشرَ تنظيم داعش فيديو يُظهر فيه أفرادَ التنظيم ملثمين وهم يُلقون شابًا من فوق سطح عمارة عالية باتجاه الأرض وذلك بسببِ شكوك في ميولاته الجنسية. في اليوم الموالي؛ نشر التنظيم فيديو جديد يُظهر جهاديي داعش في الموصل يرمون رجلًا مثلي الجنس من مبنى شاهق وذلك بتهمة «فساد الفكر» و«أفعال الشذوذ الجنسي».
في 20 أغسطس 2016؛ كشفَ مصدر محلي في محافظة نينوى بالعراق عن إعدام داعش لأربعة رجال بتهمة الممارسة الجنس المثلي. بعد أشهر قليلة وفقط وبالتحديد في الخامس من ديسمبر 2016؛ رمى داعش شابًا مثليًا مجددًا من فوقِ بناية عالية في حلب بسوريا. أمّا في التاسع من كانون الثاني/يناير 2017؛ فقد اعتقلَ أفراد التنظيم المُتشدد مراهقًا لم يتجاوز الـ 17 من عمره ثم قتلوه قبالة مبنى ديوان الحسبة في الموصل تحت ذريعة أنه مثلي الجنس.

## ردود الفعل
في 14 يونيو عام 2016؛ صوّتَ مجلس العموم الكندي بـ 139 صوتًا مُقابل 166 ضدّ حزب المحافظين بسببِ فشل هذا الأخير في التعرف على الأعمال الوحشية التي قامَ بها داعش والتي تستهدف الايزيديين والمسيحيين والمسلمين الشيعة وباقي الجماعات العرقية والدينية الأخرى خاصّة الأقلية منها هذا فضلا عن المثليين جنسيًا.
نشرت وزارة الخارجية الأمريكية بيانًا بشأن ممارسات حقوق الإنسان لعام 2016 في بعض البلدان مثل العراق وسوريا وقد أكدت فيه فعلا مزاعم تنفيذ داعش لإعدامات في حقّ مثليين:
يقومُ أفراد داعش بنشرِ فيديوهات توضح إعدام متهمين بممارسة النشاط الجنسي المثلي. تشملُ عمليات الإعدام هذه الرجم والإلقاء من فوق المباني. ذكرت البعثة الخاصة بنا في تموز/يوليو أن داعش قد اختطفَ وقتلَ شابًا من بغداد بسبب ميوله الجنسية ... لقد بدأت بعض الجماعات المسلحة حملة ضد الأشخاص المثليين في بغداد مما تسبب في مقتل ثلاثة أشخاص على الأقل منذ يوليو تموز.